# Ideoblothrus descartes
Espèce
Ideoblothrus descartes est une espèce de pseudoscorpions de la famille des Syarinidae.

## Distribution
Cette espèce est endémique du Kimberley en Australie-Occidentale. Elle se rencontre sur l'île Descartes.

## Description
Le mâle holotype mesure 1,82 mm

## Étymologie
Son nom d'espèce lui a été donné en référence au lieu de sa découverte, l'île Descartes.

## Publication originale
- Harvey & Edward, 2007 : A review of the pseudoscorpion genus Ideoblothrus (Pseudoscorpiones, Syarinidae) from western and northern Australia. Journal of Natural History, vol. 41, no 5/8, p. 445-472.